# Isaac Carbonell
Pour les articles homonymes, voir Carbonell.
Carbonell i Rabat est un nom catalan. Le premier nom de famille, paternel, est Carbonell ; le second, maternel, souvent omis, est Rabat ; les deux sont fréquemment liés par la conjonction « i ».
Isaac Carbonell Rabat (né le 6 août 1994 à Sitges en Catalogne) est un coureur cycliste espagnol.

## Biographie
En 2014, il rejoint l'équipe continentale Ecuador. Sa saison 2015 est marquée par une très grave chute dans une descente du Tour de la Vallée d'Aoste, où il connaît un accident vasculaire cérébral.
Finalement rétabli, il redescend chez les amateurs en 2016, au sein de la résevre de l'équipe Caja Rural-Seguros RGA.

## Palmarès
- 2016
  - 2e étape du Tour de Zamora (contre-la-montre par équipes)